# Jordan (dopływ Drwęcy)
Jordan – struga, lewoboczny dopływ Drwęcy o długości 18,72 km i powierzchni zlewni 51,55 km². Wypływa z terenów podmokłych w okolicy wsi Zębówiec, odwadnia tereny rozległych mokradeł w okolicy wsi Obory, Kopanino i Smolniki i uchodzi do Drwęcy w Złotorii.